# Опалинский, Пётр (1640)
Пётр Опалинский (1640, Ленчица — 12 сентября 1691) — польский магнат, воевода ленчицкий (1679—1691) и генеральный староста великопольский (1684—1691), депутат сейма.

## Биография
Представитель польского магнатского рода Опалинсих герба «Лодзя». Младший (третий) сын воеводы калишского Яна Петра Опалинского (1601—1655) и Катарины Лещинской (ок. 1605—1664), дочери великого канцлера коронного Вацлава Лещинского.
Старшие братья — воевода бжесць-куявский Ян Опалинский и епископ хелмский Казимир Ян Опалинский. Сестры — Анна, жена воеводы подляшского Эмерика (Владислава) Млечко, и Марианна, жена каштеляна рогозьновского Станислава Грудзинского.
В 1679—1691 годах — воевода ленчицкий, с 1684 года — генеральный староста великопольский. Также он носил титул старосты мендзыжечского.

## Семья и дети
1-я жена с 1668 года — Мария Людвика Опалинская (1648—1676), дочь воеводы познанского Кшиштофа Опалинского (1609—1655) и Терезы Констанции Чарнковской (ум. 1660). Дети от первого брака:
- Адам Антоний Опалинский (1672—1695), староста валецкий (с 1691), женат на графине Фридерике фон Шаффготш.

2-я жена с 1678 года — Катарина Пшиемская (1661—1705), дочь хорунжего калишского Анджея Пшиемского (ок. 1642—1677/1678) и Дороты Роздражевской. Дети от второго брака:
- Людвика Опалинская (1684—1719), жена с 1699 года старосты бобруйского Яна Казимира Сапеги (ум. 1730).

После смерти своего мужа Катарина Пшиемская стала женой воеводы калишского Владислава Пшиемского (ок. 1655—1699), а затем в третий раз вышла замуж за Станислава Кретковского.